# Берчівець
Берчівець, Березовець (пол. Berczowiec, Berezowiec) — гірський потік в Україні, у Стрийському районі Львівської області у Галичині. Лівий доплив Середнього (басейн Дністра).

## Опис
Довжина потоку приблизно 4,48 км, найкоротша відстань між витоком і гирлом — 3,75 км, коефіцієнт звивистості потоку — 1,19. Формується багатьма безіменними гірськими струмками. Потік тече у межах Сколівських Бескидів (частина Українських Карпат).

## Розташування
Бере початок на південно-східній строні від гори Погар (719 м). Тече переважно на південний захід листяним лісом і впадає у потік Середній, лівий доплив Стрию.